# Plaubelia sprengelii
Plaubelia sprengelii är en bladmossart som beskrevs av Richard Henry Zander 1993. Plaubelia sprengelii ingår i släktet Plaubelia och familjen Pottiaceae. Inga underarter finns listade i Catalogue of Life.